# دهام نجم بشير
دهام نجم بشير (ولد باسم ديفيد نياغا (بالإنجليزية: David Nyaga) في 8 نوفمبر 1979) هو عداء مسافات متوسطة قطري الجنسية كيني المولد.
في دورة ألعاب بيسليت 2005 حقق رقماً قياسياً آسيوياً جديداً في مسافة المايل بزمن قدره 3:47.97 دقيقة. وفي عام 2006 فاز بميدالية فضية لمسافة 1500 متر في بطولة آسيا لألعاب القوى داخل الصالات 2006 قبل أن يفوز بالميدالية الذهبية في تلك المسافة في دورة الألعاب الآسيوية 2006. لقد مثل قطر في بطولة العالم لألعاب القوى 2005 والألعاب الأولمبية الصيفية 2008 حيث حل عاشرا في البطولتين.

## روابط خارجية
- دهام نجم بشير على موقع الاتحاد الدولي لألعاب القوى (الإنجليزية)
- دهام نجم بشير على موقع أوليمبيديا (الإنجليزية)